# South African Open 1987
Il South African Open 1987 è stato un torneo di tennis giocato cemento indoor. È stata l'11ª edizione del torneo che fa parte del Nabisco Grand Prix 1987. Il torneo si è giocato a Johannesburg in Sudafrica dal 16 al 22 novembre 1987.

## Campioni

### Singolare maschile
Pat Cash ha battuto in finale  Brad Gilbert con il punteggio di 7–6, 4–6, 2–6, 6–0, 6–1

### Doppio maschile
Kevin Curren /  David Pate hanno battuto in finale  Eric Korita /  Brad Pearce con il punteggio di 6–4, 6–4